# Eupithecia alogista
Eupithecia alogista är en fjärilsart som beskrevs av Dyar 1918. Eupithecia alogista ingår i släktet Eupithecia och familjen mätare. Inga underarter finns listade i Catalogue of Life.